# Neozomus tikaderi
Neozomus tikaderi är en spindeldjursart som beskrevs av Paul Reddell och James Cokendolpher 1995. Neozomus tikaderi ingår i släktet Neozomus och familjen Hubbardiidae. Inga underarter finns listade i Catalogue of Life.